# 川上大輔
奏 大翔（かなたたいが、1984年11月12日 - ）は、東京都出身の歌手。身長180cm/血液型はO型。所属事務所は株式会社Les Anges（レ・ザンジュ）

## 来歴
2013年
2月6日にデビューシングルを発売。日本歌謡の「ベサメムーチョ」をカバー。
10月9日、自身初のオリジナル作品となるセカンドシングル「アモーレ・アモーレ」をリリース。オリコン シングル演歌・歌謡ウィークリーランキング初登場第1位、シングル総合ウィークリーランキングでも初登場第26位にランクイン（10月21日付）。
2014年
2月19日、3rdシングル「言葉に出来ない男です」が、テレビ東京系「金曜8時のドラマ 三匹のおっさん〜正義の味方、見参!!〜」の主題歌に起用される。
2月末、「第28回日本ゴールドディスク大賞 ベスト・演歌/歌謡曲・ニュー・アーティスト」受賞。
3月19日、セカンドアルバム「パシオン 〜言葉に出来ない男です〜」を発売。
4月、「日経トレンディ 5月号」の「次に流行るもの欲しくなるもの 50 NEXT HIT」特集にて「10大予想！次のヒット商品はコレだ」の第8位に選ばれる。
6月1日、初のワンマン・コンサート『FIRST IMPACT 〜川上大輔LIVE2014〜』をヤクルトホールで開催。一般発売がスタートするなりチケットが瞬時完売となる。
10月22日、4thシングル「逢いたいよ AGAIN」をリリース。オリコン シングル演歌・歌謡ウィークリーランキング初登場第1位、シングル総合ウィークリーランキングでも初登場第24位にランクイン（11月3日付）。
12月23日、24日『Heart of Christmas 〜川上大輔 Xmas LIVE 2014〜』2days公演を日本橋三井ホールで開催。
2015年
7月29日、5thシングル「恋のメラギラ」をリリース。オリコン シングル演歌・歌謡ウィークリーランキング初登場第1位、シングル総合ウィークリーランキングでも初登場第28位にランクイン（8月10日付）。
2016年
8月24日、日本クラウン移籍第一弾、6thシングル「天使の悪戯(いたずら) ～消えて 行かないで～」をリリース。オリコン シングル演歌・歌謡ウィークリーランキング初登場第2位、シングル総合ウィークリーランキングでも初登場第32位にランクイン（9月5日付）。
2017年
4月12日、7thシングル「人魚のように」をリリース
2018年
2月7日、8thシングル「パズルを解かないで」をリリース
2019年
4月17日、9thシングル「女神のリズム」をリリース
10月五木ひろし芸能生活55周年特別公演【歌・舞・奏スペシャル】「五木先生の歌う！SHOW学校」舞台版ゲスト出演
2020年
1月29日、10thシングル「永遠に覚めない夢」をリリース
4月20日をもって契約満了に伴い株式会社グッデイ退所
6月19日、個人事務所【株式会社Les Anges 】レ・ザンジュ(仏語・天使たちの意)設立
7月5日【Daisuke Kawakami Streaming Live #00】Test配信
10月14日、ファンクラブ【Les Ailes】レ・ゼル（仏語・翼の複数形の意）発足
11月12日【Birthday Streaming Live】配信
11月13日、築地《BLUE MOOD》にて【DAISUKE KAWAKAMI 弾き語り Birthday Live！】有観客ライブ配信
12月25日【Xmas Streaming Live】配信
2021年
2月6日、築地《BLUE MOOD》にて【Debut 8th Anniversary Live】無観客ライブ配信
2月14日【Valentine's Day Live 2021】配信
3月28日【川上大輔 Spring Streaming Live ～fleur de cerisier～】配信
4月23日築地《BLUE MOOD》にて【川上大輔 FCイベント〜Ange Lien 〜 vol.1 】開催
5月4日【川上大輔 Golden Week Streaming Live 】配信
5月28日、大井町《きゅりあんホール》にて【DAISUKE KAWAKAMI Symphonics 2021 with Baladin ~angel of love song~】有観客ライブ配信
6月19日【#Les Anges#1st Anniversary Live】配信
7月25日【Streaming Live！ The milky way　vol.1】配信
8月31日【YUKATA streaming Live】配信
9月30日【CINEMA NIGHT vol.1】配信
10月14日、FC【Les Anges 1st anniversary Live】配信
10月26日《内幸町ホール》にて花園直道【花園城 in TOKYO】ゲスト出演
10月31日【Halloween Night!!  】配信
11月6日、大井町《きゅりあん》にて【川上大輔 with Baladin】有観客ライブ配信
11月10日、築地《BLUE MOOD》にて【DAISUKE KAWAKAMI 弾き語り Birthday Live！】有観客配信
11月11日【Daisuke Birthday countdown 2021 guest Reimei】配信
12月24日、築地《BLUE MOOD》にて【川上大輔　X'mas Live！2021】有観客配信
12月25日【X'mas home Party！with 黎明】配信
2022年
1月7〜8日、渋谷《伝承ホール》にて花園直道×川上大輔【IT'S SHOWTIME!!〜WORLD TOUR 歌踊劇】上演
1月23日【 新春 Streaming   Live!】配信
2月6日【Feb 6 Debut 9th Anniversary!】2部構成配信
2月16日【石原裕次郎メモリアル85th Birth 嵐を呼ぶ男 ～裕次郎トリビュートライブ〜】《中野サンプラザ》ゲスト出演
3月6日【石原裕次郎メモリアル85th Birth 嵐を呼ぶ男 ～裕次郎トリビュートライブ〜】《愛知県芸術劇場》ゲスト出演
3月13日【WHITE DAY streaming】配信
4月1日よりアーティスト名を『奏 大翔』（かなた たいが）に改名

## ディスコグラフィ

### シングル
|      | 発売日         | タイトル                       | 規格品番                                                                            | 収録曲 | 備考 |
| ---- | -------------- | ------------------------------ | ----------------------------------------------------------------------------------- | --- | --- |
| 1st  | 2013年2月6日   | ベサメムーチョ                 | WPCL-11291:初回限定盤 WPCL-11277:通常盤                                             | - ベサメムーチョ - 恋心 - ベサメムーチョ カラオケ（オリジナルキー） - 恋心 カラオケ（オリジナルキー） - ベサメムーチョ（1音下げカラオケ） - 恋心（1音下げカラオケ） | オリコン最高71位、登場回数6回 「ベサメムーチョ」は、桂銀淑のカバー曲                                                                |
| 2nd  | 2013年10月9日  | アモーレ・アモーレ             | WPCL-11603:期間限定スペシャル盤 WPCL-11604:通常盤                                   | - アモーレ・アモーレ - 赤坂の夜は更けて - 恋人よ - アモーレ・アモーレ（オリジナルカラオケ） - 赤坂の夜は更けて（オリジナルカラオケ） - 恋人よ（オリジナルカラオケ） - アモーレ・アモーレ（1音下げカラオケ） - 赤坂の夜は更けて（1音下げカラオケ） - 恋人よ（1音下げカラオケ）                                                                                      | オリコン最高26位、登場回数9回 |
| 3rd  | 2014年2月19日  | 言葉に出来ない男です           | WPCL-11738                                                                          | 1. 言葉に出来ない男です 2. 雨に煙る街 3. 言葉に出来ない男です（オリジナルカラオケ） 4. 雨に煙る街（オリジナルカラオケ） 5. 言葉に出来ない男です（1音下げカラオケ） 6. 雨に煙る街（1音下げカラオケ） | 『金曜8時のドラマ 三匹のおっさん〜正義の味方、見参!!〜』（テレビ東京）主題歌 オリコン最高84位、登場回数4回                          |
| 4th  | 2014年10月22日 | 逢いたいよ AGAIN               | WPCL-11999:期間限定スペシャル盤A WPCL-12000:期間限定スペシャル盤B WPCL-12001:通常盤 | - 逢いたいよ AGAIN - 400年のラブストーリー - シグナル - 誕生 - 逢いたいよ AGAIN（オリジナル・カラオケ） - 400年のラブストーリー（オリジナル・カラオケ） - シグナル（オリジナル・カラオケ） - 誕生（オリジナル・カラオケ） - 逢いたいよ AGAIN（1音下げカラオケ） - 400年のラブストーリー（1音下げカラオケ） - シグナル（1音下げカラオケ） - 誕生（1音下げカラオケ） | オリコン最高24位、登場回数9回 |
| 5th  | 2015年7月29日  | 恋のメラギラ                   | WPCL-12145:初回限定盤A WPCL-12146:初回限定盤B WPCL-12147:通常盤                     | - 恋のメラギラ - 雪に包まれて - 愛をおしえて - ガラス越しに消えた夏 - 恋のメラギラ（without DAISUKE） - 恋のメラギラ（instrumental） - 雪に包まれて（instrumental） - ガラス越しに消えた夏（instrumental） | オリコン最高28位、登場回数5回 梅宮辰夫・クラウディア夫妻が、「恋のメラギラ」PVに出演 「ガラス越しに消えた夏」は、鈴木雅之のカバー曲 |
| 6th  | 2016年8月24日  | 天使の悪戯～消えていかないで～ | CRCN-1986:タイプA CRCN-1987:タイプB                                                 | - 天使の悪戯～消えていかないで～ - 夏の日のシルエット - 暖簾 - 生きてこそ - 僕のそばに - 天使の悪戯～消えていかないで～（オリジナル・カラオケ） - 夏の日のシルエット（オリジナル・カラオケ） | オリコン最高32位 |
| 7th  | 2017年4月12日  | 人魚のように                   | CRCN-8045:タイプA CRCN-8046:タイプB                                                 | - 人魚のように - 君は僕の半分 - みだれ髪 - 心の瞳 - 人魚のように（オリジナル・カラオケ） - 君は僕の半分（オリジナル・カラオケ） | オリコン最高19位 |
| 8th  | 2018年2月7日   | パズルを解かないで             | CRCN-8120:通常盤 CRCN-8119:豪華盤DVD付                                              | - パズルを解かないで - シャボン玉の恋 - 鳥の歌（豪華盤） - パズルを解かないで (オリジナル・カラオケ） - シャボン玉の恋 (オリジナル・カラオケ） - 鳥の歌 (オリジナル・カラオケ豪華盤） | オリコン最高27位 |
| 9th  | 2019年4月17日  | 女神のリズム                   | CRCN-8241:タイプA CRCN-8242:タイプB                                                 | - 女神のリズム - 旅の終わりに - 春夏秋冬 - 永遠に覚めない夢 （オリジナル・カラオケ） - 旅の終わりに（オリジナル・カラオケ） - 春夏秋冬（オリジナル・カラオケ） | オリコン最高16位 |
| 10th | 2020年1月29日  | 永遠に覚めない夢               | CRCN-8305:タイプA CRCN-8306:タイプB                                                 | - 永遠に覚めない夢 - Destiny - 幸せのカタチ - 永遠に覚めない夢（オリジナル・カラオケ） - Destiny（オリジナル・カラオケ） - 幸せのカタチ（オリジナル・カラオケ） | オリコン最高19位 |

### アルバム
|     | 発売日        | タイトル                          | 規格品番                                | 収録曲 | 備考                           |
| --- | ------------- | --------------------------------- | --------------------------------------- | --- | ------------------------------ |
| 1st | 2013年3月6日  | ベサメムーチョ 〜美しき恋唄〜     | WPZL-30555:初回限定盤 WPCL-11358:通常盤 | 1. ベサメムーチョ 2. ワン・レイニー・ナイト・イン・トーキョー 3. あなたのすべてを 4. 死ぬほど愛して 5. 星降る街角 6. 愛人 7. お金をちょうだい 8. 面影 9. 爪 10. ウナ・セラ・ディ東京 初回限定盤DVD 1. ベサメムーチョ（MUSIC VIDEO） 2. ベサメムーチョ（MUSIC VIDEO-TYPE2-） | オリコン最高166位、登場回数1回 |
| 2nd | 2014年3月19日 | パシオン 〜言葉に出来ない男です〜 | WPZL-30781:初回限定盤 WPCL-11705:通常盤 | 1. 言葉に出来ない男です 2. アモーレ・アモーレ 3. 夢一夜 4. 愛をひと雫 5. 好きと云ってよ 6. よせばいいのに 7. 片想いのロマンス 8. 旅愁 9. 黄昏のビギン 10. そっとGood bye 初回限定盤DVD 1. アモーレ・アモーレ（MUSIC VIDEO）                                                 | オリコン最高80位、登場回数1回  |

### DVD
|     | 発売日        | タイトル | 規格品番   | 備考                           |
| --- | ------------- | -------- | ---------- | ------------------------------ |
| 1st | 2015年8月26日 | 1000days | WPBL-90351 | オリコン最高174位、登場回数1回 |

## ミュージック・ビデオ
| 監督               | 曲名 |
| ------------------ | --- |
| Andrey Higuchinsky | 「アモーレ・アモーレ」「言葉に出来ない男です」「逢いたいよAGAIN」「天使の悪戯(いたずら) ～消えて 行かないで～」 |
| 二宮"NINO"大輔     | 「恋のメラギラ」                                                                                                |
| 山口保幸           | 「ベサメムーチョ」                                                                                              |

## 受賞歴
- 第28回日本ゴールドディスク大賞 ベスト・演歌/歌謡曲・ニュー・アーティスト

## 出演

### テレビ番組
- beポンキッキーズ（BSフジ、2014年6月16日 - ）
- 川上大輔メラギ☆ナイト2015（歌謡ポップスチャンネル、2016年2月14日）
- Artist（BS日テレ、2019年4月1日 - 2020年3月30日） - MC

### ラジオ番組
- 垣花正 あなたとハッピー!（ニッポン放送、準レギュラー、2013年9月3日 - 2015年12月2日 ）
- 川上大輔の銀座フィッシングセンター（Nutty Radio Show THE魂）（NACK5、2017年4月3日 -2019年3月25日 ）
- Bunny Boy（bayfm78、2015年4月7日 - 2018年3月28日）
- 川上大輔のだいすき!だいすけ!だいすき!（東海ラジオ、2014年11月2日 - ）
- 川上大輔 月の王子さま（ラジオ日本、2013年1月21日 - 2014年3月25日）
- 『川上大輔の大ちゃんに任せなさい！』東海ラジオ（26時の歌謡曲内*2018年10月2日-2019年9月24日）
- 『川上大輔 夜はクレッシェンド』 OBCラジオ大阪（2018年10月3日-2020年3月25日）